# 4579 Puccini
4579 Puccini este un asteroid din centura principală, descoperit pe 11 ianuarie 1989 de Freimut Börngen.